# 모리 히로시
모리 히로시(森 博嗣, 1957년 12월 7일 아이치 현 출생)는 일본의 엔지니어 및 작가이다. 1996년 데뷔하여 그해 제 1회 메피스토 상을 수상. 정통 추리물을 비롯한 다양한 분야의 작품활동을 하고 있다.

## 작품

### S&M시리즈(사이카와&모에 시리즈)
- 1권: 모든 것이 F가 된다
- 2권: 차가운 밀실과 박사들
- 3권: 웃지 않는 수학자
- 4권: 시적 사적 잭
- 5권: 봉인재도
- 6권: 환혹의 죽음과 용도
- 7권: 여름의 레플리카
- 8권: 지금은 더 이상 없다
- 9권: 수기 모형
- 10권: 유한과 극소의 빵